# Fritz Stiefvatter
Fritz Stiefvatter (* 25. September 1887 in Müllheim (Baden); † 12. März 1916 im Luftkampf über Keyem bei Ostende) war ein deutscher Ingenieur und Flugzeugführer.

## Ausbildung
Fritz Stiefvatter, Sohn des Weinhändlers Friedrich S., besuchte die Müllheimer Volks- und Realschule sowie die Rotteckschule in Freiburg im Breisgau. Danach studierte er in Karlsruhe, München und Braunschweig und legte die Staatsprüfung als Diplomingenieur ab. In Karlsruhe wurde er Mitglied der Burschenschaft Teutonia. Nach dem Studium begann er an seiner Doktorarbeit „Die Barockbauten Basels“ zu wirken, konnte diese aber wegen des Kriegsausbruchs nicht fertigstellen.

## Erster Weltkrieg
Bei Kriegsausbruch 1914 war Stiefvatter Regierungsbaumeister am Kaiser-Wilhelm-Kanal in Rendsburg. Wegen eines Herzfehlers war er militärfrei, meldete sich jedoch freiwillig. So wurde er Marineflieger an der Westfront. Er folgte dabei den Fußstapfen seines Bruders Otto (1890–1914), der später ebenfalls durch einen Flugzeugabsturz starb.
Fritz Stiefvatter überlebt einen Absturz in Ostende bei einem Luftangriff am 11. November 1915 bei der Yser-Front. Am 12. März 1916 wird Stiefvatter bei einem Flug über Mariakerke bei Ostende durch einen Schuss in der Schläfe getroffen. Trotz des tödlichen Schusses schafft er es noch, das Flugzeug hinter die Deutschen Linien zu steuern. Er wurde am 19. März 1916 in Müllheim beerdigt.
Fritz Stiefvatter war Inhaber des Eisernen Kreuzes II. Klasse (EK II).